# Sinfonía n.º 59 (Haydn)

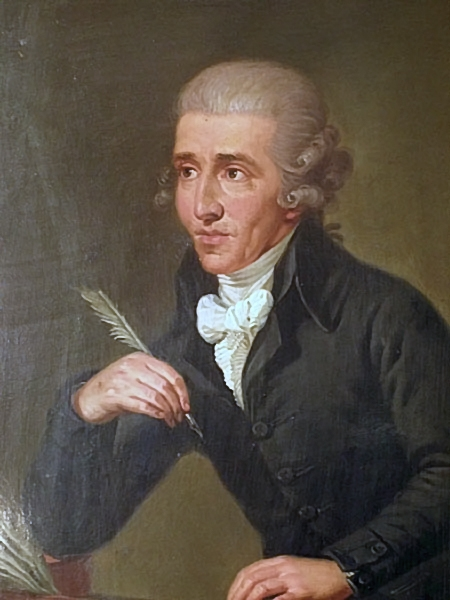
Haydn hacia 1770.

La Sinfonía n.º 59 en la mayor, Hob. I:59, también conocida como Sinfonía del fuego o en alemán Feuersinfonie, fue compuesta por Joseph Haydn en algún momento entre 1766 y 1768.

## Historia
La producción sinfónica del maestro austríaco puede dividirse a grandes rasgos en tres bloques temporales: el primer bloque (1757-1761) se corresponde con su periodo al servicio del conde Carl von Morzin (n.º 1 - n.º 5); el segundo bloque en la corte Esterházy (1761-1790 pero con la última sinfonía para el público de Esterházy en 1781); y el tercer bloque (1782-1795) comprende las Sinfonías de París (n.º 82 - n.º 87) y las Sinfonías de Londres (n.º 93 - n.º 104). El 1 de mayo de 1761 el compositor firmó su contrato como vice-kapellmeister (más tarde kapellmeister) de la familia Esterházy, que nominalmente duró 48 años, hasta su muerte.
La composición de esta pieza se desarrolló en algún momento entre 1766 y 1768. A pesar de su elevada numeración en el catálogo musical Hoboken, está fechada y por tanto ordenada de manera incorrecta al igual que la Sinfonía n.º 72 que fue compuesta incluso antes.
El sobrenombre Sinfonía del fuego o en alemán Feuersinfonie, como los de otras sinfonías de Haydn, no proviene del propio compositor. Durante mucho tiempo se creyó que este título aludía a la fiera naturaleza de la pieza, particularmente por el movimiento inicial, insólitamente fogoso y marcado Presto  que es una indicación de tempo más habitual en Finales; y el último movimiento, breve pero enérgico, que presenta una fanfarria de trompas y escalas rápidas en las cuerdas. Pero no hay nada en particular que la distinga de otros movimientos sinfónicos apasionados escritos por Haydn en ese periodo. Una nota inscrita en un manuscrito que se encuentra actualmente en la ciudad de Schwerin, en el norte de Alemania, nos dice que la música fue utilizada como música de acompañamiento entre los actos de la obra Die Feuersbrunst (La conflagración) de Gustav Friedrich Wilhelm Grossman. Esta obra fue representada por la compañía de teatro ambulante de Carl Wahr en el palacio Eszterháza en 1774 o bien 1778 según la fuente consultada. Para John Palmer la representación tuvo lugar efectivamente en 1774, pero numerosos manuscritos y otras pruebas demuestran con claridad que la sinfonía data, como muy tarde, de 1769, antes incluso de que se publicara Die Feuersbrunst. Es probable que el compositor utilizara la obra existente para la representación en 1774 y esta asociación puede ser el origen de su apodo. Un manuscrito de la sinfonía fechada en vida de Haydn lleva el título Feuersinfonie. Algunas fuentes que afirman que la sinfonía se originó como música teatral, al igual que la Sinfonía n.º 60 El distraído, son imprecisas.

## Instrumentación
La partitura está escrita para una orquesta formada por:
- Viento madera: 2 oboes y 1 fagot.
- Viento metal: 2 trompas.
- Cuerda: una sección de cuerdas con 2 violines, viola, violonchelo y contrabajo.
- Teclado: clavecín como bajo continuo.

En aquella época se solía emplear un fagot para amplificar la voz del bajo, incluso sin una notación separada. En cuanto a la participación del clavecín como bajo continuo en las sinfonías de Haydn existen diversas opiniones entre los estudiosos: James Webster se sitúa en contra; Hartmut Haenchen a favor; Jamie James en su artículo para The New York Times presenta diferentes posiciones por parte de Roy Goodman, Christopher Hogwood, H. C. Robbins Landon y James Webster. A partir de 2019 la mayor parte de las orquestas con instrumentos modernos no utiliza el clavecín como continuo. No obstante, existen grabaciones con clavecín en el bajo continuo realizadas por: Trevor Pinnock (Sturm und Drang Symphonies, Archiv, 1989-1990); Nikolaus Harnoncourt (n.º 6–8, Das Alte Werk, 1990); Sigiswald Kuijken (incluidas las Sinfonías de París y Londres; Virgin, 1988-1995); Roy Goodman (Ej. n.º 1-25, 70-78, 82-87; Hyperion, 2002).

## Estructura y análisis
La sinfonía consta de cuatro movimientos:
- I. Presto, en la mayor 4
4
- II. Andante o più tosto allegretto, en la menor 3
4
- III. Menuet, en la mayor – Trio, en la menor 3
4
- IV. Finale. Allegro assai, en la mayor 2
2

La interpretación de esta obra dura aproximadamente entre 20 y 25 minutos. Haydn compuso esta obra durante un periodo en el que se dedicó fundamentalmente a escribir óperas. La composición muestra una fuerza inusual y es bastante extravagante en algunos pasajes. Estos rasgos, y otras "pruebas", han llevado a algunos historiadores a sugerir que la música estaba destinada originalmente a la escena. Se trata, en cualquier caso, de una obra ardiente, con muchos rasgos que la sitúan en el periodo Sturm und Drang del compositor.

### I.Presto
El primer movimiento, Presto, está escrito en la tonalidad de la mayor, en compás de 4/4 y sigue la forma sonata. Se abre enérgicamente, sin introducción, en anacrusa seguida por un salto descendente de octava. El primer tema de gran intensidad constituido por escalas descendentes y ascendentes acompañadas por un ritmo impetuoso en los violines. Los amplios contrastes dinámicos animan el comienzo de una transición que alcanza la dominante mi mayor poco antes del final de la exposición. El segundo tema, elaborado con tresillos en los violines, es tan intenso como el primero y se cierra sobre un prolongado pedal de dominante. La tensión continúa a lo largo del desarrollo, relativamente breve, que se centra en los motivos de la transición y del segundo tema, enfatizando de nuevo los fuertes contrastes dinámicos. Cuando llega el segundo tema en la recapitulación, se presenta en la tónica con las consabidas figuras de tresillos, pero la melodía está totalmente alterada. La textura y el sonido general bastan para recordar el pasaje. El movimiento se cierra de manera abrupta, sin coda. Tras el estallido inicial, la música se relaja dramáticamente y se detiene por completo. Esta misma técnica la empleó con un efecto aún mayor en su Sinfonía n.º 48, de esa época. La relajación se manifiesta también al final del movimiento con lo que el oyente tiene la sensación de que se levanta el telón al final de la obertura de una ópera.

### II.Andante o più tosto allegretto
El segundo movimiento, Andante o più tosto allegretto, está en la menor y en compás de 3/4. El movimiento lento es casi íntegramente para cuerdas, ya que los vientos permanecen en silencio durante la mayor parte del tiempo, lo cual hace pensar al oyente que se trata de un movimiento orquestado sólo para cuerdas. Estas expectativas se disipan cuando la orquesta al completo entra para interpretar el segundo tema en la recapitulación. Presenta un esquema armónico inusual, con una transición de la menor a la mayor a lo largo del movimiento, con excursiones a do menor y do mayor.

### III.Menuet– Trio
El tercer movimiento, Menuet – Trio, está en la mayor que en el trío pasa a la menor y en compás de 3/4. El desenfadado minueto no tiene nada de especial, salvo que en su segunda parte invierte el orden tradicional de los acontecimientos. Coloca en primer lugar el material antiguo y en segundo lugar el nuevo. El trío está escrito sólo para cuerdas. Haydn rara vez utilizó el mismo compás para movimientos consecutivos, de la misma manera que lo hizo con los dos movimientos centrales de esta obra. Existen vínculos melódicos entre dichos movimientos, ya que ambos están escritos en la menor y ambos se inician con la misma secuencia de notas. El segundo tema del movimiento lento también es evocado.

### IV.Finale. Allegro assai
El cuarto y último movimiento, Finale. Allegro assai, retoma la tonalidad inicial, el compás es alla breve y también responde a la forma sonata. Los instrumentos de viento son los protagonistas de este conciso movimiento. Empieza con un toque de trompa seguido por una respuesta de los oboes y al finalizar la exposición son las cuerdas y el oboe los que dialogan. Haydn usa una llamada de trompa similar para iniciar el Finale de su Sinfonía n.º 103, unos 25 años más tarde. Ambos temas son breves, al igual que el desarrollo, que elude el primer tema. No obstante, el primer tema recibirá cierto protagonismo en la breve coda. Tras un breve desarrollo, el retorno del toque de trompa sólo se insinúa en las cuerdas al principio de la recapitulación, que continúa de manera sencilla. El toque de trompa en su instrumentación correcta se reserva para la coda. Al igual que en el movimiento inicial, Haydn asombra al oyente con bruscos contrastes dinámicos y orquestales.